# Горець (сезон 2)
Другий сезон фантастичного телесеріалу «Горець» складався з 22 серій, що вийшли на екран у 1993—1994 роках. Першу серію сезону показали на американському телебаченні 27 вересня 1993 року, у телевізійній синдикації, останню — 23 травня 1994 року. Другий сезон серіалу «Горець» продовжує розповідь про пригоди Дункана Мак-Лауда, 400-літнього Безсмертного, який може померти лише від обезголовлення. Він намагається жити життям звичайної людини, але доля неминуче втягує його знову у змагання між Безсмертними — так звані Збори, в яких усі Безсмертні прагнуть вбити один одного, адже в результаті має лишитися лише один з них, який володітиме усією силою.
При зніманні другого сезону відбулися зміни як в акторському складі, так і в складі продюсерів серіалу. Рейтинги другого сезону були вищі, ніж у попереднього, втім, критики відзначили надмірність насилля.
На DVD другий сезон серіалу вийшов 29 липня 2003 року (виробник — Anchor Bay Entertainment). Також сезон доступний на американському потоковому VOD-сервісі Hulu.

## Знімання
Перший сезон серіалу вийшов у США раніше, ніж в інших країнах, тому на початку 1993 року компанії Rysher TPE, дистриб'ютору серіалу на американському ринку, довелося приймати рішення про фінансування виробництва нового сезону. На той час європейські партнери ще не показали серіал у своїх мережах, тому Rysher TPE, усвідомлюючи всі ризики, оголосив про виробництво другого сезону. Французька і канадська сторони продовжили термін дії угоди про спільне виробництво серіалу, укладеної при зніманні першого сезону, але серед інших партнерів сталися зміни. Компанії Gaumont Television (Франція), Rysher TPE (США) і Reteitalia (Італія) погодилися про відновлення співпраці, провідний французький канал TF1 був змушений відмовитися через юридичні нюанси (англомовний серіал вже не міг визначатися як французький твір), його змінив менший канал M6, який мав право транслювати іноземні фільми. Припинили участь у спільному виробництві німецька компанія RTL Plus і японська Amuse Video, проте президент Gaumont Television Крістіан Чаррет запросив новим партнером канадську компанію Filmline International. В результаті цієї нової угоди про співпрацю, з менш багатими партнерами, бюджет другого сезону знизився з 26,1 млн доларів США до 22 млн. Половина фінансування надійшла від французьких та інших європейських партнерів; відповідно дохід від серії з міжнародних продажів, який попередньо був на рівні 800 тис. доларів, також знизився.
За даними видання Hollywood Reporter підготовка до знімання другого сезону почалася у квітні, а власне зйомки — у червні 1993 року. Як і перший сезон, другий також поділили на два частини; першу знімали у Ванкувері (провінція Британська Колумбія, Канада), який знову зіграв роль вигаданого міста Сікувер в американському штаті Вашингтон, другу частину знімали у Парижі, задля забезпечення прийнятної частки європейського обсягу бюджету. З творчої точки зору, другий сезон мав стати орієнтованішим на гостросюжетність, але провідний актор, Едріан Пол, відмовився грати «у черговому серіалі про кунг-фу», наполягаючи на включенні до сценарію більшого обсягу романтичних та історичних сцен.
Через зміну учасників угоди про сумісне виробництво сталися зміни також і в знімальній групі. Виконавчими продюсерами другого сезону стали Білл Панзер, Пітер Девіс (Peter S. Davis), Крістіан Чаррет (Christian Charret) і голова відділу спільних виробництв Gaumont Марла Гінзбург (Marla Ginsburg). Єдиним співпродюсером став Ніколя Клермон (Nicolas Clermont), новим продюсером — Кен Горд (Ken Gord), змінивши на цій посаді Баррі Розена та Гері Гудмана (Gary Goodman). Відповідальні за виробництво у першому сезоні, Марк дю Понтавік і Дені Лерой (Denis Leroy), обійняли посади відповідно помічника продюсера та технічного директора. Головним сценаристом став Девід Абрамовіц (David Abramowitz), проте він не фігурував у титрах під цією посадою, адже у канадському серіалі авторами сценаріїв офіційно могли бути лише канадські сценаристи; натомість Абрамовіц, який був громадянином США, у титрах фігурував як креативний консультант. Виконавчим редактором сценаріїв був Девід Тинан (David Tynan), який писав сценарії нарівні зі штатними та позаштатними сценаристами, серед останніх можна зазначити Бреда Райта. Лінійним продюсером у Ванкувері був Брент Карл Клексон (Brent Karl Clackson), у паризькій частині сезону його змінив Патрік Міллет (Patrick Millet). Режисерами серій були Клей Борріс і Денніс Беррі (Dennis Berry). Постановником боїв у перших двох серіях був Девід Бушей (David Boushey), з третього епізоду цю посаду зайняв Майстер Мечей Боб Андерсон (Bob Anderson). Музичною темою вступних титрів, як і в минулому сезоні, стала пісня «Princes of the Universe» групи Queen, з їхнього альбому 1986 року «A Kind of Magic», в 4-й серії «Пітьма» та в 15-й серії «Диявольський альянс» звучить пісня групи Kansas «Dust in the Wind»; решту саундтрека написав Роджер Беллон.

## У ролях
Акторський склад також зазнав у другому сезоні певних змін. Головні ролі, як і в першому, зіграли Едріан Пол (Дункан Мак-Лауд) і Стен Кірш (Річі Раян), але виконавиця головної жіночої ролі, Александра Вандернут, яка грала Тессу Ноель, вирішила піти з серіалу. Вона з'явилася лише у перших чотирьох серіях сезону, у 4-й серії «Пітьма» (англ. The Darkness) її персонажа вбили. Втім, акторка з'являється також у двосерійній кінцівці сезону «Фальшивка» (англ. Counterfeit), граючи вбивцю, на ім'я Ліза Халле, яку за допомогою пластичної хірургії зробили схожою на Тессу Ноель.
Новим головним персонажем став Джо Доусон, якого зіграв Джим Бірнс. Доусон — Спостерігач Мак-Лауда, член таємного товариства Спостерігачів, які віками стежать за Безсмертними, пишуть їхню історію, але не втручаються у Гру. Ще одним провідним актором став Філіп Акін, який зіграв Чарлі Де-Сальво, смертного, викладача бойових мистецтв і колишнього «морського котика». Він володіє залом бойових мистецтв, який після загибелі Тесси купує Мак-Лауд і переїжджає у лофт на залом; Чарлі Де-Сальво поступово стає другом і помічником Мак-Лауда. Філіп Акін з'являється у серіях з 3-х по 15-ту, у паризькій частині сезону його в цьому амплуа замінює Мішель Модо, який грає Моріса Лалонда, життєрадісного, балакучого, трохи шахраюватого француза, колишнього шеф-кухаря та сусіда Мак-Лауда. Цей персонаж вперше з'являється у 15-й серії 2-го сезону, а з 16-ї по 22-гу вказаний у титрах як один із провідних акторів.
У другорядних ролях зіграли деякі актори з першого сезону:
- Елізабет Грейсен — Безсмертна Аманда, крадійка й аферистка, колишня коханка Мак-Лауда; з'являється у серіях «Повернення Аманди» (англ. The Return of Amanda) та «Спадок» (англ. Legacy),
- Роланд Гіфт[en] — Безсмертний Ксав'є Сен-Клод, найманий вбивця, ворог Мак-Лауда; з'являється у двосерійному епізоді «Диявольський альянс» (англ. Unholy Alliance),
- Пітер Хадсон[en] — смертний, родич Джо Доусона і ворог Мак-Лауда, голова Спостерігачів-відступників — групи Спостерігачів, які прагнуть знищити Безсмертних; з'являється у двосерійному епізоді «Диявольський альянс» (англ. Unholy Alliance) та двосерійному епізоді «Фальшивка» (англ. Counterfeit)

Серед інших другорядних персонажів можна зазначити Безсмертного бейсболіста Карла Робінсона (Брюс Янг), спеціального агента Рене Делейні (Стейсі Тревіс) та Безсмертну наставницю Ребеку Хорн (Nadia Cameron), які з'являтимуться в подальших сезонах.

## Критика
Сезонний аналіз популярності телепрограм Нільсена (англ. sweeps) показав, що у листопадовому періоді 1993 року серіал дивилися 4,1 % глядачів у віці 18—49 років, що на 17 % вище, ніж аналогічний показник за минулий рік, який становив 3,5 %. Середній показник переглядів по домогосподарствах за усі часові періоди дня становив 2,7/9 — це означає, що в середньому серіал дивилися 2,7 % глядачів у віці 18—49 років та 9 % усіх глядачів, що дивилися телевізор у цей час. Таким чином, рейтинг серіалу в ключових демографічних групах виріс з 40 % до 50 %. У лютневому періоді 1994 року цей показник сягнув позначки 4,6.

## Серії
| № у серіалі | № у сезоні | Назва (укр.)                      | Назва (англ.)            | Режисер(и)      | Сценарист(и)                                       | Перший ефір у США | Перший ефір українською | Код серії |
| --- | ---------- | --------------------------------- | ------------------------ | --------------- | -------------------------------------------------- | ----------------- | ----------------------- | --------- |
| 23 | 1×02       | «Спостерігачі»                    | The Watchers             | Clay Borris     | Marie-Chantal Droney                               | 27 вересня 1993   | Буде оголошено          | 93201-23  |
| Засмучений і спустошений смертю Дарія, Дункан Мак-Лауд жадає помсти. Він знаходить у книзі, яку сховав Дарій, код із цифр і літер, що означає, ймовірно, поштовий код або адресу. Вважаючи, що ця адреса розташована у США, Дункан вилітає назад до Штатів, за ним їдуть Тесса і Річі. Місто за містом, він шукає потрібний будинок, зрештою, у Сікувері за відповідною адресою він знаходить книгарню, якою володіє чоловік, на ім'я Джо Доусон. Виходячи з книгарні, Мак-Лауд помічає стеження — це Мисливці, група смертних, які вбили Дарія, намагалися вбити Г'ю Фіцкерна, а тепер і Дункана. Дункан переслідує тих, хто його вистежував, і в бійці нейтралізує їх, проте на місці поєдинку раптово з'являється Джо Доусон, власник книгарні. Він розповідає Мак-Лауду, що є членом таємного товариства Спостерігачів, яке століттями стежить за Безсмертними, вивчає їх біографії, але ніколи не втручається. Книга Дарія — одна з Хронік Спостерігачів, тобто записів про Безсмертних. Усі Спостерігачі мають на зап'ястку татуювання, тому Дункан звинувачує Спостерігачів у вбивстві Дарія, адже у його вбивць були такі самі мітки. Коли Дункан повертається додому, на нього знову нападають, один із нападників — Роберт (Кемерон Бенкрофт), працівник у книгарні Доусона. Розгромивши нападників, Дункан, втім, відпускає Роберта живим. Вважаючи, що Доусон не сказав йому всієї правди, Мак-Лауд вирішує стежити за ним, і стеження приводить його на вечірку на честь заручин племінниці Доусона, Лінн (Kehli O'Byrne), і Роберта. На цій вечірці несподівано Мак-Лауд зустрічає свого ворога, вбивцю Дарія — це Джеймс Хортон, батько Лінн і родич Джо Доусона. Мак-Лауд привселюдно звинувачує Хортона у вбивстві; пізніше, після вечірки до Хортона приходить зі звітом Роберт, який, після того, як Мак-Лауд залишив йому життя, починає сумніватися у правильності дій Мисливців і хоче вийти з їх угруповування, тому Хортон вбиває Роберта. Дункан телефонує Хортону, вони домовляються про зустріч. Це чує Лінн, яка таємно приходить на місце зустрічі, це саме робить і Джо Доусон. Хортон признається у вбивстві Дарія і Роберта. Мак-Лауд і Хортон сходяться у двобої, Хортон стріляє у Мак-Лауда, а той протикає його мечем. Коли Дункан оживає, поруч нікого вже нема. |            |                                   |                          |                 |                                                    |                   |                         |           |
| 24 | 2×02       | «Вивчення світла і тіні»          | Studies in Light         | Peter Ellis     | Naomi Janzen                                       | 4 жовтня 1993     | Буде оголошено          | 93202-24  |
| Мак-Лауд, Тесса і Річі відвідують виставку фотографій, в якій бере участь Грегор Пауерс (Джоель Вайнер), Безсмертний і старий друг Мак-Лауда. Дункан помічає, що усі його фото переповнені насиллям і жорстокістю, але Грегор стверджує, що показує дійсність. На цій самій виставці Дункан зустрічає іншу свою давню знайому і колишню коханку, з якою мав роман 50 років тому — Лінду Плейджер (Sheila Moore). Вона смертна, хвора на деменцію, їй вже 73 роки, але вона впізнає Дункана, якого кохала у 1938 році. Грегор каже, що Лінда помирає, їй лишилося кілька тижнів. Пізніше Дункан відвідує Лінду у лікарні та, вагаючись, чи зізнаватися, що він Безсмертний, каже, що він — онук того Дункана Мак-Лауда. Тим часом Грегор і Річі стають приятелями, і Грегор втягує Річі у дуже небезпечні пригоди, випробуючи його страх смерті. Дункан починає розуміти, що через Безсмертя його друг дуже змінився, з лікаря, який рятував життя, став доведеним до розпачу циніком-нігілістом, що не може відчувати жодної емоції та жити нормальним життям. Грегор нападає на Річі, потім на Лінду, потім на самого Мак-Лауда. Той перемагає Грегора, але лишає йому життя, бо тільки меч у дюймі від шиї Грегора, змусив його зламатися і відчути цінність життя. Дункан востаннє приходить до Лінди і зізнається їй в тому, що Безсмертний. |            |                                   |                          |                 |                                                    |                   |                         |           |
| 25 | 3×02       | «Повернення»                      | Turnabout                | Clay Borris     | David Tynan                                        | 11 жовтня 1993    | Буде оголошено          | 93203-25  |
| Дункан і Річі вперше відвідують зал бойових мистецтв і зустрічаються з його власником, Чарлі Де-Сальво. Раптово у залі з'являється Джо Доусон, Спостерігач, який просить Мак-Лауда про допомогу. Тридцять років тому Безсмертного, на ім'я Квентен Барнс, засудили до страти на електричному стільці за вбивство жінок. Його тіло поховали у гробівці, де він незабаром ожив, але зміг вибратися з могили лише тепер, коли цвинтар почали зносити. Опинившись на волі, Барнс почав убивати смертних, які мали відношення до його судового процесу. Втім, Мак-Лауд відмовляється допомагати Спостерігачам, але пізніше з'являється його старий приятель, Майкл Мур (Герейнт Він Девіс), який також просить у Дункана допомоги: його переслідує Барнс, який багато років тому вбив смертну дружину Мура. Мак-Лауд починає полювання за Барнсом, він переконує Доусона поділитися відомостями Спостерігачів про Барнса. Втім, це не дуже допомагає, Барнс продовжує вбивати. Зрештою виявляється, що Барнс — це темне альтер его Мура, який вже давно страждає на шизофренію. Барнс-Мур намагається задушити Тессу, але Мак-Лауд, який з'являється в останній момент, рятує її. У момент просвітлення Мур усвідомлює, що це він — вбивця Квентен Барнс, і просить Мак-Лауда відтяти йому голову, що той і робить. |            |                                   |                          |                 |                                                    |                   |                         |           |
| 26 | 4×02       | «Пітьма»                          | The Darkness             | Paolo Barzman   | Christian Bouveron, Lawrence Shore                 | 18 жовтня 1993    | Буде оголошено          | 93204-26  |
| Проводячи вечір у барі, Дункан і Тесса зустрічають Річі з його новою знайомою, на ім'я Грета (Трейсі Лордс), молодою дівчиною, що захоплюється магією. Грета ворожить Тессі на долоні та пророкує їй страшне лихо. Дункан пригадує, що у XIX столітті одна циганка наворожила йому, що він ніколи не одружиться. Кинувши виклик долі, Дункан просить Тессу вийти за нього заміж. Вона з радістю погоджується і вони починають планувати весілля, але Дункана виманює з дому група спостерігачів, чий ватажок, Паллін Вульф (Ендрю Джексон) тим часом оглушає Річі та викрадає Тессу. Вульф і його команда належать до тих Спостерігачів-відступників, які прагнуть знищити Безсмертних. Використовуючи Тессу як принаду, Вульф заманює Мак-Лауда до свого будинку, де в нього є спеціальне темне приміщення, в якому Вульф вбиває Безсмертних, полюючи на них за допомогою приладу нічного бачення. Мак-Лауду все ж таки вдається перемогти Вульфа та врятувати Тессу, але тут він припускається помилки, за яку буде довго себе картати. Він відправляє Тессу додому разом із Річі, лишаючись у будинку Вульфа, щоб обшукати його. В той самий час на Тессу і Річі нападає випадковий нічний грабіжник, вимагаючи грошей, і несподівано стріляє в них обох. Почувши постріли, Мак-Лауд вибігає з будинку, але пізно — Тесса вже мертва. Річі раптово оживає, виявляючись Безсмертним. Спустошений горем, Мак-Лауд просить Річі продати все майно: квартиру, магазин, машину; він намагатиметься почати нове життя. |            |                                   |                          |                 |                                                    |                   |                         |           |
| 27 | 5×02       | «Око за око»                      | Eye For An Eye           | Денніс Беррі    | Elizabeth Baxter, Martin Broussellet               | 25 жовтня 1993    | Буде оголошено          | 93205-27  |
| Мак-Лауд і Річі випадково стають свідками терористичного акту проти посла Великої Британії. Захищаючи його, вони обеззброюють нападників, але у перестрілці випадково гине один із нападників. Другого нападника заарештовують: ним виявляється Безсмертна Енні Девлін (Шина Істон), стара знайома Дункана, борець за свободу Ірландії. Вона клянеться помститися Річі, бо загиблий терорист був її чоловіком. Після втечі Енні з-під варти, Дункан починає вчити Річі фехтуванню, щоб у двобої з Енні у хлопця був хоч якийсь шанс. Енні починає полювання за Річі, проте останньому вдається втекти. Дункан зустрічається з Енні, намагаючись вирішити справу мирно, але вона не бажає лишити думки про помсту. Поки Дункан розривається між дружніми почуттями до Енні та обов'язком піклуватися про Річі, останній розв'язує питання руба. Викравши один з мечів Дункана, Річі йде на маяк, де переховується Енні. У двобої він обеззброює і перемагає її, але не може холоднокровно вбити живу людину, тому лишає Енні життя. Дункан вітає Річі з бойовим хрещенням, даруючи йому іспанську рапіру. Назва серії цитує біблійне формулювання принципу таліона — «око за око, зуб за зуб». |            |                                   |                          |                 |                                                    |                   |                         |           |
| 28 | 6×02       | «Зона»                            | The Zone                 | Clay Borris     | Peter Mohan                                        | 1 листопада 1993  | Буде оголошено          | 93206-28  |
| У Сікувері є район під назвою «Зона» — міське пустище, заселене ізгоями та безхатченками, неконтрольоване поліцією, яка вважає, що краще «дати цим тварюкам повбивати одне одного». У «Зоні» за нез'ясованих обставин гине один зі Спостерігачів, тому Джо Доусон звертається до Мак-Лауда по допомогу: є підозри, що Канаан (Santino Buda), який контролює ці нетрі, — Безсмертний. Дункан вирушає у це гето, його супроводжує Чарлі, який виріс у «Зоні». Згодом виясняється, що Канаан — звичайна людина, однак Мак-Лауд, побачивши страждання мешканців «Зони», вирішує допомогти їм, розправившись із бандою Канаана. Чарлі знайомить Дункана з Азією, медсестрою місцевої лікарні — однією з тих, що не здалися і продовжують допомагати зонівським нужденним. Дункан переконує Азію, що вже час людям підійматися і відстоювати свої права. Вони збирають мітинги з місцевих мешканців, проте Азія виявляється пов'язаною з Канааном, який, використовуючи дівчину як наживку, намагається заманити Дункана у пастку і вбити. Канаан розганяє мітинг місцевих мешканців, але з'являється Мак-Лауд, який у поєдинку перемагає Канаана, його вплив на людей зникає. |            |                                   |                          |                 |                                                    |                   |                         |           |
| 29 | 7×02       | «Повернення Аманди»               | The Return of Amanda     | Денніс Беррі    | Guy Mullaly (сценарій); David Tynan (телесценарій) | 8 листопада 1993  | Буде оголошено          | 93207-29  |
| 1936 року в Берліні Аманда викрадає кліше для виробництва фальшивих доларових купюр, в той час, як Мак-Лауд намагається таємно вивезти з нацистської Німеччини до Англії вченого Лева Аркіна (Michael Puttonen). Коли контактна особа Дункана Вернер (Роберт Візден) зраджує його, у Дункана не лишається іншого вибору, як довіритися Аманді, яка, сама тікаючи від берлінської поліції, допомагає їм врятуватися від нацистів. У сучасному світі Аманда несподівано знову виникає у житті Дункана. Вона стверджує, що кинула злочинну діяльність, проте Мак-Лауд, який чув це вже неодноразово, не вірить їй і виявляється правий: за Амандою полюють озброєні люди, які, як вона стверджує, їх незнайомі. Спершу Дункан вважає, що це Спостерігачі та розповідає Аманді про це таємне товариство, але, як згодом з'ясовується, переслідує Аманду ФБР. Мак-Лауд дізнається, що Аманда планувала зайнятися фальшуванням грошей, вирішивши, що якщо вона заприсяглася не красти грошей, то вона їх виготовить сама. З цією метою Аманда шукала гравера, який міг би переробити дати на викрадених в Німеччині майже 60 років тому кліше. Агент ФБР Пеленс (Дон Сінклер Девіс) шантажує Дункана й Аманду, вимагаючи від них ці кліше. Вони домовляються про зустріч і, при передачі кліше Пеленсу, той застрілює їх обох. Вбивство знімає на відеокамеру Річі, тому, попри те, що Дункан і Аманда скоро ожили, вони отримали можливість притягнути продажного агента до відповідальності. Пісню «Nobody Sister», що звучить у саундтреку серії, виконала Елізабет Грейсен, виконавиця ролі Аманди |            |                                   |                          |                 |                                                    |                   |                         |           |
| 30 | 8×02       | «Кривава помста»                  | Revenge of the Sword     | Clay Borris     | Aubrey Solomon                                     | 15 листопада 1993 | Буде оголошено          | 93208-30  |
| Колишній учень Чарлі Де-Сальво, Джиммі Санг (Дастін Нгуєн) — висхідна зірка фільмів про бойові мистецтва. Низку сцен із нового фільму з Джиммі знімають у залі бойових мистецтв Де-Сальво, який належить Мак-Лауду. Під час знімання несподівано отруюють одного з каскадерів, а знімальний майданчик вандалять. Очевидно, що хтось хоче зірвати знімання фільму та вбити Джиммі. Ставши, хоч і без бажання, охоронцем молодої зарозумілої «зірки», Мак-Лауд дізнається, що до своєї акторської кар'єри Джиммі був членом могутньої китайської банди, очолюваної босом Джонні Леонгом (Роберт Іто), і зобразив деякі з їхніх злочинів у сценарії фільму. Джиммі вирішує власноруч вбити Леонга, але його долають люди Леонга. У сутичку вступає Мак-Лауд, перемагає бандитів і рятує Джиммі. Український переклад назви серії, хоча й недослівний, але все ж таки передає замисел — імітувати назву пересічного фільму про бойові мистецтва. |            |                                   |                          |                 |                                                    |                   |                         |           |
| 31 | 9×02       | «Рятуйся, хто може»               | Run For Your Life        | Денніс Беррі    | Naomi Janzen                                       | 22 листопада 1993 | Буде оголошено          | 93209-31  |
| У 1926 році в Луїзіані Мак-Лауд урятував чорношкірого Безсмертного, на ім'я Карл Робінсон, від лінчування ку-клукс-кланівцями. Пізніше Робінсон став відомим гравцем у бейсбол і навіть мав плани зробити політичну кар'єру, стати президентом. У сучасному Сікувері Мак-Лауд знову зустрічає Робінсона — коли той викрадає машину Де-Сальво, тікаючи від наркоторговців, у яких вкрав гроші. Дункан дізнається, що Карл, бачивши десятиліття расизму, дискримінації та корупції, розчарувався у житті та в людстві, став безхатьком і живе дрібними крадіжками. Дункан намагається знову розпалити в душі Карла жагу до життя та подолати свою ненависть до расистів. На Робінсона полює поліціянт Картер (Geza Kovacs), який хоче його вбити. Карл звично пояснює це расизмом, але Дункан здогадується, що той поліціянт — один зі Спостерігачів-відступників. За допомогою іншого поліціянта, Дункан і Карл перемагають продажного копа-Спостерігача. Карл Робінсон вирішує дати життю ще один шанс і знову починає кар'єру бейсболіста, плануючи після неї піти в політику. Пісню Jack Of Diamonds (укр. «Бубновий валет»), що звучить у саундтреку серії, написав і виконав Джим Бірнс, який грає Джо Доусона. |            |                                   |                          |                 |                                                    |                   |                         |           |
| 32 | 10×02      | «Епітафія Томмі»                  | Epitaph for Tommy        | Clay Borris     | Philip John Taylor                                 | 29 листопада 1993 | Буде оголошено          | 93210-32  |
| Під час ранкової пробіжки, на території закинутого парку атракціонів, Мак-Лауд раптово зустрічає Безсмертного, на ім'я Ентоні Галлен (Родді Пайпер), який кидає йому виклик на дуель. Несподівано їхній двобій перериває поява стороннього — Томмі Баннена. Тікаючи з місця бою, Галлен збиває Томмі до смерті своєю машиною. Дункан відчуває провину за загибель через дії Безсмертних невинної людини. На похороні Томмі він зустрічає матір Томмі (Джен д'Арсі), яка не вірить, що смерть її сина була випадковою, адже Томмі був репортером-розслідувачем і останнім часом чогось боявся. Розчулений материнським горем, Дункан вирішує знайти та покарати Галлена. Як з'ясовується, Томмі найняв чоловік, на ім'я Майк Хоннігер (Ken Camroux), щоб вбити Галлена, коханця своєї доньки Сюзанни (Андреа Рот), який прагне заволодіти фірмою Майка. Сюзанна і Галлен вбивають Майка, потім Галлен вбиває Сюзанну, але у двобої з Мак-Лаудом гине, лишившись голови. |            |                                   |                          |                 |                                                    |                   |                         |           |
| 33 | 11×02      | «Боєць»                           | The Fighter              | Peter Ellis     | Morrie Ruvinsky                                    | 31 січня 1994     | Буде оголошено          | 93211-33  |
| Старий знайомий Мак-Лауда, Безсмертний, на ім'я Томмі Салліван (Брюс Вайц), — колишній боксер, що став тренером, маленький задиркуватий ірландець, який зможе спокусити будь-кого на будь-що. 1891 року він умовив Дункана змагатися за грошовий приз у місцевому боксерському чемпіонаті, а коли Дункан виграв бій, вбив промоутера Вілсона (Russell Roberts), щоб забрати приз у тисячу доларів. У сучасному світі Салліван тренує боксера, на ім'я Джордж Белчер (Wren Robertz), і намагається завоювати серце Айріс (Калі Тіммінс), офіціантки в барі, що належить промоутеру Френку Коулману (Tom McBeath). Салліван вмовляє Дункана вкласти гроші у його боксера, а Чарлі — допомогти причарувати Айріс. Однак незабаром Френка Коулмана знаходять вбитим. Як виявляється, це Салліван вбив промоутера-конкурента, який хотів переманити Джорджа Белчера, а потім вбиває і самого Джорджа за те, що той хотів зрадити його. Мак-Лауд починає підозрювати Саллівана у нечесній грі та, коли його підозри виправдовуються, викликає Саллівана на дуель і обезголовлює його. |            |                                   |                          |                 |                                                    |                   |                         |           |
| 34 | 12×02      | «Іменем закону»                   | Under Color of Authority | Clay Borris     | Peter Mohan                                        | 7 лютого 1994     | Буде оголошено          | 93212-34  |
| Річі рятує молоду жінку, на ім'я Лаура Деніелс (Діена Мілліган) від Безсмертного мисливця за головами Мако (Джонатан Бенкс). Вона стверджує, що тікає від жорстокого чоловіка, який несправедливо звинуватив її у крадіжці. Мак-Лауд знає Мако та його методи — цей мисливець за головами законослухняний і ніколи не буде переслідувати невинного — тому сумнівається в розповіді Лаури. Але Річі не турбує питання винуватості Лаури, він хоче за будь-яку ціну допомогти їй. Виявляється, що Лаура все ж таки винувата: вона випадково вбила свого жорстокого чоловіка, тому Мако переслідує її законно. Розриваючись між прагненням справедливості та дружбою з Річі, Дункан дозволяє останньому втекти з Лаурою з міста, але їх вистежує Мако, який машиною збиває Лауру до смерті. Розлючений Річі кидає виклик Мако і в дуелі обезголовлює його, таким чином вперше переживаючи Перевтілення. Дункан каже Річі, щоб той ішов геть і жив своїм життям. |            |                                   |                          |                 |                                                    |                   |                         |           |
| 35 | 13×02      | «Будь щасливим, малий»            | Bless the Child          | Clay Borris     | Elizabeth Baxter, Martin Broussellet               | 14 лютого 1994    | Буде оголошено          | 93213-35  |
| Під час невдалого туристичного походу в гори Мак-Лауд і Чарлі Де-Сальво зустрічають Сару Лайтфут (Мішель Траш) з дитиною, на ім'я Джеймі. Вона тікає від родини Хоскінсів, голова яких, Ейвері Хоскінс (Ед Лаутер), хоче забрати її малюка. Дункан і Чарлі допомагають Сарі пройти крізь гори, але незабаром Дункан здогадується, що Джеймі — не син Сари. Виявляється, що Сара забрала сина Ейвері Хоскінса, щоб відплатити йому за смерть своєї доньки, яка померла від випаровування отруйної речовини з копальні Хоскінса. Дункан вирушає на перемовини з Ейвері, який погоджується владнати справу мирним шляхом. Сара, яку вмовив Дункан, також погоджується віддати сина рідному батькові. |            |                                   |                          |                 |                                                    |                   |                         |           |
| 36 | 14×02      | «Диявольський альянс (частина 1)» | Unholy Alliance, Part 1  | Peter Ellis     | David Tynan                                        | 21 лютого 1994    | Буде оголошено          | 93214-36  |
| Джо Доусон розповідає Мак-Лауду про дивні речі: протягом двох днів було вбито двох Безсмертних, причому однаковим способом — їх спочатку розстріляли, а потім, коли ті лежали непритомні, відтяли голови. Одним із вбитих був друг Мак-Лауда, тому Доусон просить Дункана бути обережним. Незабаром Дункан дізнається, хто за цим всім стоїть — це Ксав'є Сен-Клод, якому Дункан у дуелі в Парижі відтяв руку. Сен-Клод і його найманці приходять до залу бойових мистецтв, Дункану і Чарлі ледве вдається врятуватися від куль. Дункан хоче самостійно вистежити Сен-Клода, але Чарлі прагне йти з ним. Коли Дункан знаходить схованку Сен-Клода, з'являється Чарлі, який йшов за Дунканом, щоб допомогти. Смертний не може бачити двобій Безсмертних, тому Мак-Лауд оглушає Чарлі. Вони з Ксав'є починають дуель і раптом з'являється Джеймс Хортон, Спостерігач-відступник, який, як гадав Мак-Лауд, був убитий у їхній останній сутичці. Хортон із гвинтівки важко ранить Мак-Лауда, але коли Сен-Клод наближається до Дункана, щоб відтяти голову, йому заважає Чарлі. Хортон стріляє і в Чарлі, але в ту саму мить Дункан з останніх сил хапає свій меч і провалюється в шахту ліфта, рятуючись від Сен-Клода. Сен-Клод і Хортон не переслідують Дункана, адже в ту мить до будівлі вривається група спецпідрозділу, очолювана агентом військової розвідки Рене Делейні, яка у своєму розслідуванні розшукує прибічників Сен-Клода. В результаті Чарлі важко поранений і лежить при смерті, а Хортон та інші Спостерігачі-відступники виявляються партнерами Сен-Клода — Хортон прагне за допомогою Сен-Клода помститися Мак-Лауду, в обмін на голови інших Безсмертних. Увірвавшись до сімейного склепу Доусона, Мак-Лауд знаходить могилу Хортона порожньою, про що Доусон, як виявляється, давно знав. Розлючений Мак-Лауд наказує Доусону не навертатися йому на очі. Агент Делейні пропонує Мак-Лауду допомогу у розшуках Сен-Клода, але той відмовляється. Точніший переклад назви епізоду — «Нечестивий союз». |            |                                   |                          |                 |                                                    |                   |                         |           |
| 37 | 15×02      | «Диявольський альянс (частина 2)» | Unholy Alliance, Part 2  | Peter Ellis     | David Tynan                                        | 28 лютого 1994    | Буде оголошено          | 93215-37  |
| Чарлі потроху одужує після важкого поранення і дуже хоче дізнатися, як Дункан зміг вижити після падіння в шахту ліфта із трьома кулями в грудях. Агент Делейні, розслідуючи напад на Чарлі, закохується в Дункана Мак-Лауда. Джо Доусон, розриваючись між вірністю родині та дружбою з Мак-Лаудом, і сподіваючись на відновлення довіри та дружби між ними, передає Дункану адресу, де переховуються Хортон і Сен-Клод. Мак-Лауд і Ксав'є починають дуель, але її перериває Хортон, який, стріляючи в Мак-Лауда, рятує Сен-Клода і вони тікають на гелікоптері. Дункан летить до Парижу, куди втекли Хортон і Сен-Клод, там його зустрічає агент Делейні, яка знову пропонує свою допомогу. Дункан і Рене починають полювання і з часом вистежують Сен-Клода і Хортона. У сутичці найманці Сен-Клода ранять Рене, яка вбиває одного з них, Сен-Клод і Хортон тікають на моторному човні, але там на них чекає Джо Доусон, який стріляє у Хортона. Мак-Лауд за допомогою свого нового сусіда по баржі, Моріса, який у минулому був шеф-кухарем, а тепер — дрібний аферист, вистежує Сен-Клода й у двобої обезголовлює його. В останній сцені серії виявляється, що Хортон живий і стежить за Мак-Лаудом. |            |                                   |                          |                 |                                                    |                   |                         |           |
| 38 | 16×02      | «Вампір»                          | The Vampire              | Денніс Беррі    | J.P. Couture                                       | 7 березня 1994    | Буде оголошено          | 93216-38  |
| У 1840 році Мак-Лауд вів бізнес у Парижі з купцями Генрі Джейкомом (Тревор Пікок) і Вільямом Стілвелом (Peter Vizard). Одного дня Стілвел гине, начебто від рук вампіра. Мак-Лауд здогадується, що вбивця — наречений доньки Генрі Джейкома, Джульєтти, на ім'я Ніколас Ворд. Останній виявляється Безсмертним, який створив міф про вампіра, щоб приховати свої реальні мотиви — він прагне заволодіти бізнесом Джейкома і Стілвела, плануючи одружитися із Джульєттою і вбити її після весілля. Після вбивства Вордом Джейкома і мисливця на вампірів Алана Бейнса (Деніс Лілл), Мак-Лауд кидає виклик Ворду, але тому вдається втекти. У сучасному Парижі підозріло гине друг Дункана, а після його поминок Мак-Лауд зустрічає у паризьких лабіринтах Ніколаса Ворда. Підозрюючи, що той вибирає собі нову жертву, щоб одружитися з нею і потім вбити, отримавши спадщину, Мак-Лауд через муніципальну службу реєстрації шлюбів дізнається ім'я нової нареченої Ворда — це Хелен Пайпер (Nathalie Presles), донька загиблого друга Мак-Лауда. Дункан намагається завадити весіллю, натомість Ворд нацьковує на Дункана поліцію. Мак-Лауд викликає Ворда на двобій і відсікає йому голову. |            |                                   |                          |                 |                                                    |                   |                         |           |
| 39 | 17×02      | «Розпалювач війни»                | Warmonger                | Bruno Gantillon | Christian Bouveron, Lawrence Shore                 | 14 березня 1994   | Буде оголошено          | 93217-39  |
| У 1918 році, в Радянській Росії, Мак-Лауд пообіцяв чекісту-Безсмертному, на прізвище Драков (Пітер Ферт), не нападати на нього в обмін на життя смертної коханої Дункана Катерини (Anna Miasedova) та її родини. У сучасності Драков, якого тепер звуть Артур Дрейк, все ще займається міжнародною політикою, він — жорстокий та талановитий ляльковик, який вбиває президента Ческу (André Oumansky), чиїм радником він є, щоб утягнути Східну Європу у вир анархії. Дрейк випадково зустрічається з Мак-Лаудом у паризькій опері. Тоді ж Дункан знайомиться із журналісткою Бет Вон, яка не вірить заяві Дрейка, що президента вбила його сексуальна партнерка, і прагне взяти у нього інтерв'ю. Ще одним новим знайомим стає старий, на ім'я Ілай Джармел (Tom Watson), який хоче вбити Дрейка, але Дункан заважає йому це зробити. Елі розповідає, що Дрейк вбив його родину і благає Мак-Лауда забрати свою обіцянку назад. Тим часом репортерка Бет наражається на велику небезпеку, намагаючись дізнатися більше про Дрейка. Ілай робить ще одну спробу вбити Дрейка, під час якої його смертельно ранять. Помираючи на руках у Дункана, Ілай каже йому, що усі обіцянки та присягання — це лише марнославство. Смерть Ілая змушує Мак-Лауда змінити свою думку, він викликає Дрейка на дуель і обезголовлює його. |            |                                   |                          |                 |                                                    |                   |                         |           |
| 41 | 19×02      | «Спадок»                          | Legacy                   | Денніс Беррі    | Elizabeth Baxter                                   | 25 квітня 1994    | Буде оголошено          | 93219-41  |
| До Мак-Лауда приходить засмучена Аманда і благає про допомогу: Безсмертний, на ім'я Лютер (Еміль Абоссоло М'Бо), вбив її подругу і наставницю Ребеку Хорн (Nadia Cameron), яка колись, у 850 році врятувала Аманду від спалення у вогнищі разом з іншими жертвами чуми, та навчила всього, що має знати Безсмертний. Як згодом дізнаються Дункан і Аманда, Лютер вірить у давню легенду про магічний кристал, який дасть своєму власнику непереможну силу. Цей кристал був колись у Ребеки, але вона розділила його на частини та роздала їх своїм учням. Тепер Лютер зі своїми прибічниками прагне заволодіти усіма частинами та зібрати кристал, щоб завдяки йому стати невразливим і перемогти усіх інших Безсмертних. Аманда викликає Лютера на дуель, але програє. У мить, коли Лютер хоче відрубати їй голову, з'являється Мак-Лауд із частиною кристала. Лютер, лишивши Аманду, б'ється з Дунканом, щоб здобути жаданий талісман, але Мак-Лауд його перемагає та обезголовлює. |            |                                   |                          |                 |                                                    |                   |                         |           |
| 42 | 20×02      | «Блудний син»                     | Prodigal Son             | Paolo Barzman   | David Tynan                                        | 2 травня 1994     | Буде оголошено          | 93220-42  |
| До Мак-Лауда в Париж раптово приїжджає Річі: він рятується від переслідування незнайомим Безсмертним, який вбиває смертних в оточенні Річі, тим самим підставляючи його поліції. Мак-Лауд підозрює, що цьому мисливцю потрібен насправді не Річі, а він, і вбивствами мисливець примушує Річі поїхати до свого наставника — Дункана. Таким самим методом Безсмертний, на ім'я Мартін Хайд (Майкл Сіберрі), у 1690 році вистежив Коннора Мак-Лауда через його учня Дункана. Тим часом паризька поліція заарештовує Річі, тому Мак-Лауд не може вбити Хайда, поки Раяна тримають у в'язниці. Зрештою, Дункану вдається підманути Хайда і примусити його зізнатися у вбивствах, це чують викликані заздалегідь поліціянти. Тікаючи від поліції, Хайд симулює свою смерті, впавши з даху. З Річі знімають усі звинувачення, а Дункан кидає виклик Хайду й у двобої відсікає йому голову. |            |                                   |                          |                 |                                                    |                   |                         |           |
| 40 | 18×02      | «Донька фараона»                  | Pharaoh's Daughter       | Денніс Беррі    | Christian Bouveron, Lawrence Shore                 | 9 травня 1994     | Буде оголошено          | 93218-40  |
| Мак-Лауд перешкоджає викраденню давньоєгипетського саркофага, в якому він несподівано відчуває присутність Безсмертного. Відкривши саркофаг, Дункан знаходить у ньому Нефертірі (Ніа Піплз), служницю Клеопатри, яку поховали разом зі своєю господинею 2000 років тому. Мак-Лауд допомагає Нефертірі пристосуватися до сучасного життя, проте єгиптянка прагне помститися Безсмертному, на ім'я Марк Константин (Джеймс Фолкнер), — давньоримському полководцю, який був її коханцем у 30 році до н. е., перед тим, як Римська Імперія завоювала Єгипет, внаслідок чого Клеопатра і Нефертірі скінчили життя самогубством. Після зустрічі з Марком Константином, який працює куратором в історичному музеї, Мак-Лауд поступово розуміє, що той не хоче битися з Нефертірі, не хоче її смерті, а прагне укласти мир. Проте Нефертірі не хоче миру, вона мстить Марку Константину за завоювання римлянами Єгипту, тому вбиває смертну дружину Константина, Анджелу (Diana Bellego). На могилі Анджели Нефертірі викликає на дуель Марка Константина, але той відмовляється з нею битися і Мак-Лауду доводиться втрутитися. Він б'ється з Нефертірі й обезголовлює її — вперше Горець змушений битися з жінкою, в яку закоханий. |            |                                   |                          |                 |                                                    |                   |                         |           |
| 43 | 21×02      | «Фальшивка (частина 1)»           | Counterfeit, Part 1      | Paolo Barzman   | David Tynan (сценарій); Бред Райт (сценарій)       | 16 травня 1994    | Буде оголошено          | 93221-43  |
| Давній ворог Мак-Лауда, Спостерігач-відступник Джеймс Хортон готує Горцю нову пастку. На ярмарку молодий чоловік, на ім'я Піт Вайлдер (Мартін Каммінс), рятує Річі від нападників із татуюванням Спостерігачів на зап'ястку. Мак-Лауд інтуїтивно не довіряє Піту, попри твердження Річі, що він його новий друг. Дункан намагається вияснити, хто такий цей Піт Вайлдер, це породжує розлад між ним і Річі. Поступово Дункан розуміє, що всі події — ланки одного ланцюга, і за ними стоять люди, що мають ворожі плани стосовно нього і Річі, а Піт — один з них. Дункан і Річі влаштовують засідку коло баржі, сподіваючись, що його невідомі вороги нападуть, але приїжджає Піт. На відміну від Річі, Дункан вважає Піта ворогом, який робить розвідку перед нападом на баржу, тому зупиняє Річі, який хоче покликати Піта. Несподівано до баржі під'їжджає автомобіль, Піт підходить до нього і спілкується з пасажиром. Раптово останній стріляє у Піта, той гине на місці. Річі звинувачує Дункана у тому, що той не довіряв Піту, через що той загинув; Мак-Лауд починає сумніватися у правильності своїх дій. Тим часом Хортон організовує втечу з в'язниці вбивці, на ім'я Ліза Халле (Meilani Paul). За допомогою пластичної хірургії він робить Халле схожою на Тессу Ноель, загиблу кохану Дункана. |            |                                   |                          |                 |                                                    |                   |                         |           |
| 44 | 22×02      | «Фальшивка (частина 2)»           | Counterfeit, Part 2      | Денніс Беррі    | David Tynan                                        | 23 травня 1994    | Буде оголошено          | 93222-44  |
| На цвинтарі, під час похорону Піта Вайлдера, Мак-Лауд раптово бачить жінку, мов дві краплини води схожу на покійну Тессу. Тим часом до Парижу прилітає Джо Доусон зі звісткою, що комп'ютери Спостерігачів зламали невідомі хакери. Систему комп'ютерного захисту розробляли Доусон і Хортон, тому Джо вважає, що Хортон може бути живим, адже його тіло так і не знайшли. На паризькій вулиці Мак-Лауд знову зустрічає жінку-двійника Тесси, її звуть Ліза Мілон (тепер її грає Александра Вандернут). Дункан підпадає під вплив сумних спогадів про ті часи, коли Тесса ще була жива; не бажаючи змиритися з її смертю, він починає залицятися до Лізи Мілон, сподіваючись, що та замінить йому втрачену кохану. Засліплений коханням, Мак-Лауд забуває про все, в тому числі і про Хортона з його Спостерігачами-відступниками. Річі підозрює, що тут щось негаразд; він просить Джо Доусона перевірити це нове захоплення Мак-Лауда. Під час їхньої зустрічі знову з'являється таємничий автомобіль і пасажир намагається застрелити Доусона, але Річі рятує Джо, затуляючи його собою. Дункан проводить ніч із Лізою, вранці вона бачить фотографії Тесси та, роздратована, йде з баржі, але її на очах у Дункана викрадають люди Хортона. Мак-Лауд прагне йти рятувати Тессу, але Річі та Джо вважають, що це пастка. Втім, Дункан бачив у Лізи рубець на щелепі, нижче вуха, і здогадався, що обличчя Тесси — наслідок умілої пластичної операції, а сама жінка, можливо, агент Хортона. Мак-Лауд дізнається, де переховується Хортон, пробирається туди та визволяє Лізу, яку відвозить на цвинтар, щоб на могилі Тесси розставити всі крапки над «і». Вона зізнається у своїй співучасті у плані Хортона та намагається застрелити Мак-Лауда. Почувши постріл, на цвинтарі з'являється Хортон із наміром відтяти тимчасово мертвому Мак-Лауду голову, але той виявляється живий. Хортон вбиває Лізу на могилі Тесси та намагається вбити Мак-Лауда. У рукопашній сутичці Дункан вбиває Хортона його ж ножем. В останній сцені Мак-Лауд продає свою баржу; на питання Річі, чи не буде він за нею сумувати, Дункан відповідає, що баржа занадто нагадувала йому про Тессу, і тому вже час йти далі.                                                                                          |            |                                   |                          |                 |                                                    |                   |                         |           |